# Lamonzie-Saint-Martin
Lamonzie-Saint-Martin település Franciaországban, Dordogne megyében. Lakosainak száma 2745 fő (2022. január 1.). Lamonzie-Saint-Martin La Force, Gageac-et-Rouillac, Gardonne, Saint-Pierre-d’Eyraud, Prigonrieux, Saint-Laurent-des-Vignes és Pomport községekkel határos.

## Népesség
A település népességének változása:
| Lakosok száma | 1235 | 1612 | 2010 | 2212 | 2447 | 2464 | 2532 | 2609 | 2738 | 2745 |
|               | 1968 | 1982 | 1990 | 2006 | 2013 | 2015 | 2017 | 2019 | 2020 | 2022 |